# Гвардійське (Багратіоновський район)
Гвардійське (рос. Гвардейское) — селище Багратіоновського району, Калінінградської області Росії. Входить до складу Гвардійського сільського поселення.
Населення — 564 особи (2015 рік).

## Географія
Селище розташоване за 11 км від районного центру — міста Багратіоновська, 27 км від обласного центру — міста Калінінграда та 1086 км від Москви.

## Історія
Селище засноване 1350 року.
Мало назву Мюльхаузен до 1946 року.

## Населення
За даними перепису 2010 року, у селі мешкало 564 осіб, з них 258 (45,7 %) чоловіків та 306 (54,3 %) жінок.

## Пам'ятки
У селищі збереглися:
- Кірха святої Анни (14 ст.).